# Agnes Phister-Andresen
Julie Agnes Phister-Andresen (født Andresen, 27. april 1892 i Rungsted, død 30. september 1989) var en dansk skuespillerinde.

## Skuespillerkarriere
Agnes Andresen blev, inspireret af sine bedsteforældre, der skuespillere, uddannet skuespiller fra Det Kongelige Teaters elevskole i 1914, og allerede som elev debuterede hun på Det Kongelige Teater i 1913 i Peer Gynt. Hendes debut blev overværet af hendes bedstemor på 98 år; hun var selv debuteret på samme scene 78 år forinden. 
Agnes Phister-Andresen turnerede derpå i forskellige teaterensembler, og i 1918-1921 var hun fast ansat ved Odense Teater. Efter at have giftet sig med Johannes Andresen fulgte hun sin mand, så længe han levede. Hun havde ud over de ovennævnte engagementer også perioder som ansat på blandt andet Betty Nansen Teatret og Dagmarteatret.
Phister-Andresen medvirkede i relativt få film og ofte i små roller.

## Privatliv
Agnes Andresen var datter af Nikolaj Krabbe Andresen og Charlotte Marie Phister. Hendes mormor og morfar var skuespillerne Louise og Ludvig Phister. Hun blev gift i 1924 med Johannes Andresen, der dog døde allerede i 1937.

## Filmografi
- De røde heste – 1950
- Det sande ansigt – 1951
- Vores fjerde far – 1951
- Fodboldpræsten – 1951
- Det gamle guld – 1951
- Rekrut 67 Petersen – 1952
- Solstik – 1953
- Arvingen – 1954
- Min datter Nelly – 1955
- Kristiane af Marstal – 1956
- Flintesønnerne – 1956
- Baronessen fra benzintanken – 1960